# 胡寧湖巨蛙
胡寧湖巨蛙又名胡寧湖巨型水蛙、朱寧湖池蟾，是一种属于池蟾属的青蛙，該物種是池蟾科（Telmatobiidae）中下的一種非常大的蛙以及瀕危物種僅分布於祕魯帕斯科的胡寧湖和安地斯山脈海拔高度4000-4600公尺中的湖泊和河流，已被引入流動緩慢的曼塔羅河上游，不過依然還是不清楚此族群是否仍存在。，胡寧湖巨蛙是世界上體型最大的完全水生蛙類，也是僅此於巨諧蛙之後最大的蛙類之一。

## 另見
- 巨諧蛙(Conraua goliath)
- 的的喀喀湖水蛙（Telmatobius culeus）
- 瑟溫卡斯水蛙（Telmatobius yuracare）